# Initiative populaire « Suppression de la justice militaire »
L'initiative populaire « Suppression de la justice militaire » est une initiative populaire fédérale suisse, rejetée par le peuple et les cantons le 30 janvier 1921.

## Contenu
L'initiative propose d'ajouter un article 58bis à la Constitution fédérale qui supprime la justice militaire au sein de l'armée suisse, laissant le soin à la justice civile de traiter les délits liés au code pénal militaire. Selon cette proposition, le jugement rendu pourrait être déféré au Tribunal fédéral par un pourvoi en cassation.
Le texte complet de l'initiative peut être consulté sur le site de la Chancellerie fédérale.

## Déroulement

### Contexte historique
Le code pénal militaire suisse date de 1851 et est appliqué au sein de tribunaux militaires sans faire trop de vagues dans la population civile jusqu'au début de la Première Guerre mondiale. À la suite de l'augmentation à la fois de la visibilité de son activité et de l'augmentation de son champ d'action lié aux circonstances, la justice militaire s'est retrouvée critiquée à plusieurs reprises[Par qui ?] pour sa sévérité et pour la disproportion des peines prononcées par rapport aux délits. La capacité des tribunaux militaires à juger les civils et l'affaire des colonels nourrissent les reproches. Dans cette optique, plusieurs ordonnances fédérales sont prises pour remettre le code pénal au goût du jour. Malgré ces mesures et l'annonce, en mai 1916 de l'élaboration d'un nouveau code pénal militaire, le Parti socialiste suisse lance cette initiative pour supprimer les tribunaux militaires.

### Récolte des signatures et dépôt de l'initiative
La récolte des 50 000 signatures nécessaires a débuté le 1er février 1916. Le 8 août de la même année, l'initiative a été déposée à la chancellerie fédérale qui l'a déclarée valide le 27 octobre.

### Opinions
Le Conseil fédéral recommande le rejet de cette initiative. Dans son message adressé à l'assemblée, le Conseil fédéral soulève la nécessité pour la justice militaire de trancher rapidement ; la délégation aux tribunaux civils des délits militaires entraînerait une forte augmentation des cas ainsi que des délais de traitement. Il s'appuie également sur les travaux relatif à l'élaboration d'un nouveau code pénal militaire pour justifier de sa décision de rejeter l'initiative sans lui opposer de contre-projet. Le parlement suit l'avis du Conseil.
Seuls les socialistes et les radicaux genevois appellent à approuver la proposition. Des éditorialistes reprennent les arguments des autorités fédérales et rajoutent que les tribunaux militaires réservent un droit à la défense, dont un avocat commis d'office, ce qui n'existe pas au civil, que les accusés ne seront pas jugés dans leurs cantons d'origine, et pointent le risque d'une justice politisée. Ils accusent la gauche à l'origine de l'initiative, avec ses alliés radicaux, d'antimilitarisme et de sympathie avec les bolchéviques,.

### Votation
Soumise à la votation le 30 janvier 1921, en même temps que l'initiative sur les traités internationaux, l'initiative est massivement rejetée par 22 cantons, dont les six demi-cantons. Seuls les cantons de Genève, du Tessin et de Neuchâtel approuvent. Les décomptes des bulletins sont de 386 888 refus, soit 66,4 % des suffrages exprimés, contre 192 803 votes par l'affirmative,. Le tableau ci-dessous détaille les résultats par cantons :